# Liste der Naturdenkmale in Bengel (Mosel)
Die Liste der Naturdenkmale in Bengel nennt die im Gemeindegebiet von Bengel ausgewiesenen Naturdenkmale (Stand 11. März 2024).

## Ehemalige Naturdenkmale
| Nr. | Bezeichnung   | Lage                                             | Beschreibung                             | Bild                                    |
| --- | ------------- | ------------------------------------------------ | ---------------------------------------- | --------------------------------------- |
|     | Rammischeiche | nördlich des Ortes; Abteilung Rammischeiche Lage | Quercus sp.; Rechtsverordnung aufgehoben | Direkt Bild zu diesem Denkmal hochladen |
|     | Kandeleiche   | nördlich des Ortes; Abteilung Schacht Lage       | Quercus sp.; Rechtsverordnung aufgehoben | Direkt Bild zu diesem Denkmal hochladen |